# Cella di Gilbert

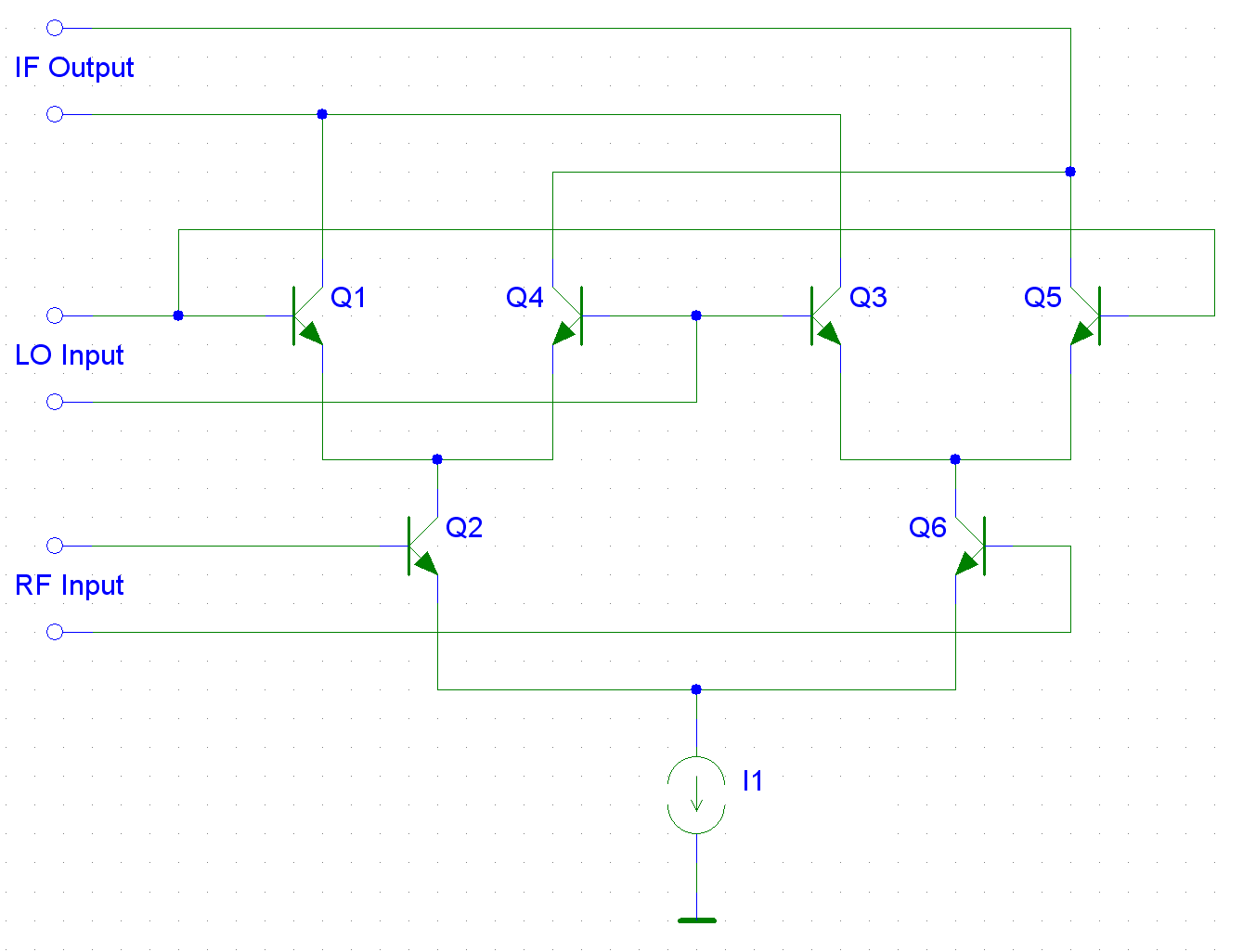
Schema circuitale di una cella di Gilbert

La cella di Gilbert, conosciuta anche come moltiplicatore a quattro quadranti, è un tipo di mixer molto usato che prende il nome da Barrie Gilbert, che per primo lo propose nel 1968. La corrente di uscita del circuito è un'accurata moltiplicazione della componente differenziale delle correnti di entrambi gli ingressi.
Una cella di Gilbert può essere usata come:
- preciso moltiplicatore di piccoli segnali (purché entrambi gli ingressi siano piccoli rispetto alla tensione termica VT);
- comparatore di fase di grandi segnali (purché entrambi gli ingressi siano grandi rispetto a VT);
- modulatore in molte applicazioni delle telecomunicazioni  (purché un ingresso sia piccolo rispetto VT mentre l'altro grande);
- circuito di pre-processing in un ADC di tipo flash, per ridurre il numero di comparatori in tale architettura. Tale sistema è chiamato folding ADC.